# العروض (إب)

تعديل مصدري - تعديل

العروض محلة تابعة لقرية الفاش، التابعة لعزلة شعب يافع بمديرية إب إحدى مديريات محافظة إب في الجمهورية اليمنية.، بلغ تعداد سكانها 66 حسب تعداد اليمن لعام 2004.